# Дан Браун
Дан Браун (на английски: Dan Brown) е известен американски писател на трилъри. Най-четените му романи са „Шифърът на Леонардо“, „Шестото клеймо“ и „Изгубеният символ“. Често е критикуван от радикални последователи на християнството. Книгите му са преведени на 51 езика по целия свят.

## Биография
Роден е на 22 юни 1964 г. в Ексътър, Ню Хампшър и е най-голямото от три деца. Неговата майка Констанс (по майчина линия Герхард) е професионален музикант, свири на орган в църква. Неговият баща Ричард Браун е учител по математика във „Филипс Ексетър“ и автор на учебници.
Дан Браун завършва „Филипс Ексетър“ през 1982 г. и се записва в колежа Амхърст, където става и член на братството Psi Upsilon. Прекарва учебната 1985 г. в Севиля, Испания и се дипломира през 1986 г.
След като се дипломира в колежа Амхърст, той започва кариера на музикант, свирейки на синтезатор и има продадени няколко хиляди копия, а през 1991 г. се премества в Холивуд, за да продължи своята кариера. 
През 1994 г. Дан Браун пуска CD албум, озаглавен „Ангели и демони“.
Браун се премества от родния си град в Ню Хампшър през 1993 г., където става учител по английски език, но преподава и испански език. „Цифрова крепост“ е публикуван през 1998 г. Романът няма голям успех с тираж едва 10 000 екземпляра. Но идва ред на „Шифърът на Леонардо“, който се превръща в бестселър и е една от най-популярните книги на всички времена с повече от 81 милиона продадени екземпляра до 2010 г. По книгата е създаден и филм, който също става много популярен. В България книгата предизвиква спорове, но не само за отношението към христианството, а около стойността на романа.
От „Изгубеният символ“ са продадени 1 млн. екземпляра само през първия ден след излизането на книгата на пазара, което я превръща в абсолютен рекордьор в света за всички времена в това отношение, като цели 6,5 млн. екземпляра е само първият тираж (5 млн. в Северна Америка и 1,5 млн. във Великобритания).

## Дарителство
През октомври 2004 г. Браун и неговите братя и сестри даряват $ 2,2 млн. за академия „Филипс Ексетър“ в чест на баща им, за да се създаде „Ричард Г. Браун Технологии дарение“, за да осигури компютри и високотехнологично оборудване за студенти в беда.

## Произведения

### Самостоятелни романи
- Digital Fortress (1998)
Цифрова крепост, изд.: ИК „Бард“, София (2004), прев. Иван Златарски
- Deception Point (2001)
Метеоритът, изд.: ИК „Бард“, София (2003), прев. Крум Бъчваров

### Серия „Робърт Лангдън“ (Robert Langdon)
1. Angels and Demons (2000)
Шестото клеймо, изд.: ИК „Бард“, София (2003), прев. Крум Бъчваров
2. The Da Vinci Code (2003)
Шифърът на Леонардо, изд.: ИК „Бард“, София (2003), прев. Крум Бъчваров
Шифърът на Леонардо (за юноши), изд.: ИК „Бард“, София (2017), прев. Крум Бъчваров
3. The Lost Symbol (2007)
Изгубеният символ, изд.: ИК „Бард“, София (2009), прев. Крум Бъчваров[11][12]
4. Inferno (2010)
Ад, изд.: ИК „Бард“, София (2013), прев. Крум Бъчваров, Елена Кодинова, Венцислав Божилов
5. Origin (2017)
Произход, изд.: ИК „Бард“, София (2017), прев. Крум Бъчваров

### Документалистика
- 187 Men to Avoid (1995)

## Книги за писателя
- Da Vinci Code Decoded (2004) – от Мартин Лун
- Cracking the Da Vinci Code (2004) – от Саймън Кокс
- The Da Vinci Code (2004) – от Ханк Ханеграаф и Пол Л. Майер
- The Da Vinci Hoax (2004) – от Сандра Майзел и Карл Олсън
- The Real History Behind the Da Vinci Code (2004) – от Шарън Нюман
- Unauthorized Dan Brown Companion (2006) – от Джон Хелфърс
- Behind the Lost Symbol (2009) – от Тим Колинс